# Lightning Bolt (álbum de Pearl Jam)
Lightning Bolt, es el décimo disco de la banda estadounidense de rock alternativo y grunge Pearl Jam. El disco fue anunciado el 11 de julio de 2013, y fue estrenado el 15 de octubre del 2013. La banda no había lanzado un álbum de estudio desde 2009, cuando editaron el disco Backspacer, Lightning Bolt es producido por Brendan O´Brien.
Su primer sencillo es "Mind Your Manners", canción lanzada el 11 de julio de 2013, cosechando críticas positivas. Su segundo sencillo lanzado es "Sirens".

## Desarrollo
En mayo de 2013, en una entrevista para Billboard, el guitarrista de Pearl Jam Stone Gossard, reveló que la banda estaba finalizando su décimo álbum, diciendo: «Realmente queremos terminar el disco este año, llevamos aproximadamente entre la mitad o tres cuartos del trabajo hecho, pero tenemos nuevo material y estamos esperanzados en hacer más este año». En julio de 2013 el guitarrista Mike McCready dijo para Total Guitar que habían terminado 7 canciones hace dos años y que comenzaron hace poco a trabajar con un nuevo conjunto de temas.
El 1 de julio Pearl Jam anunció que el día 8 de ese mes darían un importante anuncio, con esto los rumores sobre el nuevo álbum aumentaron generando la emoción entre los fanes. Finalmente el anuncio fue un tour de 24 fechas por Norteamérica, lo cual generó un poco de desazón entre la fanaticada, pero no quedó así, ya que inmediatamente Pearl Jam.com inició otra cuenta regresiva, la cual finalizaría el 11 de julio; ese día, se anunció el lanzamiento del nuevo álbum de la banda, Lightning Bolt. Ese mismo día fue lanzado el primer sencillo, "Mind Your Manners", junto con la preventa del álbum.
El 18 de septiembre fue lanzado el segundo sencillo, "Sirens".

## Composición
En contraste con las pistas cortas de Backspacer, Lightning Bolt presenta canciones más largas y un sonido más experimental que McCready declaró apuntar a "una extensión lógica de lo que era Backspacer". Stone Gossard agregó que la banda que se siente más cómoda con el proceso de composición y grabación condujo a "un ligero retorno a algunas de las cosas más peculiares que hicimos, digamos, entre No Code y Binaural". McCready dijo que "hay un ambiente de Pink Floyd en algunos, hay un toque punk rock en otras cosas", con los sencillos "Mind Your Manners" y "Sirens" inspirados por los Dead Kennedys y un concierto en Roger Waters The Wall Live, respectivamente. Neil Young fue notado como una influencia en "Yellow Moon". O'Brien consideró que la lista de canciones tenía "mucho drama" debido a la intensidad del trabajo de los músicos, pero que la banda misma se unió y se divirtió durante el proceso de creación. De acuerdo con Gossard, los arreglos más simples del álbum, la composición de canciones "menospreciadas" y la menor producción que en Backspacer hicieron que las canciones fueran más fáciles de aprender y tocar en vivo. Una de las pistas, "Sleeping by Myself", había aparecido previamente en el álbum en solitario de 2011 de Vedder, Ukulele Songs. O'Brien sugirió la regrabación ya que pensó que la composición era "una canción de Pearl Jam en lo que a mí respecta". Otro, "Pendulum", fue originalmente compuesto durante las sesiones de Backspacer. 
Mientras escribía la letra de Lightning Bolt, Vedder trató de ser menos críptico al expresar sus sentimientos en comparación con los "juegos de palabras" de álbumes anteriores de Pearl Jam. Las canciones discuten las relaciones duraderas, la mala fe ("Getaway", "Mind Your Manners"), el estado del mundo ("Infalible") y la fugacidad de la vida ("Pendulum"), que Vedder resumió como "los mismos misterios que yo He estado tratando de desentrañar durante algunas décadas ". Gossard explicó que el tono reflexivo era indicativo de la edad de los miembros de la banda: "[A] 40, casi 50, estás mirando la vida a través de los ojos de tus hijos, a través del filtro de las relaciones que son 20 o 30 años durante mucho tiempo, a través del filtro de que tus padres envejecen y el fallecimiento de amigos y familiares, y todo lo que abarcan, las dificultades de ellos y los sacrificios que haces en ellos y también la alegría que te traen ". Al principio, Vedder tenía miedo de escribir canciones sobre mortalidad, pero cedió dado que sentía que "la muerte está en todas partes" y que escribir sobre la muerte ayudaría a "superarlo", como "vivir hasta el día de su muerte y ser consciente del final". podrías llevar una vida más apreciativa ". Una de las composiciones sobre el tema fue "Future Days", que analiza la pérdida del amigo de Vedder, Dennis Flemion, quien se ahogó accidentalmente en 2012. La preocupación en las canciones también se debió a que Vedder era padre, ya que el cantante detalló que "se va a ser su mundo y cuál es su futuro? Parece que hay mucho que se puede perder en los próximos 50 años si la gente no presta atención.

## Lista de canciones
Todas las letras escritas por Eddie Vedder.

Todas las letras escritas por Eddie Vedder.
| N.º | Título                 | Música                      | Duración |  |
| 1.  | «Getaway»              | Eddie Vedder                | 3:26     |  |
| 2.  | «Mind Your Manners»    | Eddie Vedder, Mike McCready | 2:38     |  |
| 3.  | «My Father's Son»      | Jeff Ament                  | 3:07     |  |
| 4.  | «Sirens»               | Mike McCready               | 5:41     |  |
| 5.  | «Lightning Bolt»       | Eddie Vedder                | 4:13     |  |
| 6.  | «Infallible»           | Jeff Ament, Stone Gossard   | 5:22     |  |
| 7.  | «Pendulum»             | Jeff Ament, Stone Gossard   | 3:44     |  |
| 8.  | «Swallowed Whole»      | Eddie Vedder                | 3:51     |  |
| 9.  | «Let the Records Play» | Stone Gossard               | 3:46     |  |
| 10. | «Sleeping by Myself»   | Eddie Vedder                | 3:04     |  |
| 11. | «Yellow Moon»          | Jeff Ament                  | 3:52     |  |
| 12. | «Future Days»          | Eddie Vedder                | 4:22     |  |